# Тогашево (Татарстан)
Тога́шево (тат. Тугаш) — деревня в Муслюмовском районе Республики Татарстан, в составе Нижнетабынского сельского поселения.

## География
Деревня находится на реке Ик, в 19 км к северо-западу от районного центра, села Муслюмово.

## История
Деревня основана не позднее 1735 года татарами-мишарами, пришедшими с казанской стороны.
До 1861 года жители относились к категориям мещеряков и тептярей. Их основные занятия в этот период – земледелие и скотоводство, была распространена добыча камня.
Жители приняли активное участие в Крестьянской войне 1773–1775 годов: в деревне был сформирован отряд численностью более 500 человек, выступивший на стороне повстанческой армии Е.И.Пугачёва.
В «Списке населенных мест по сведениям 1870 года», изданном в 1877 году, населённый пункт упомянут как деревня Тогашева (Тугашева) 2-го стана Мензелинского уезда Уфимской губернии. Располагалась при реке Ике, на просёлочной дороге из Мензелинска в Бугульму, в 40 верстах от уездного города Мензелинска и в 33 верстах от становой квартиры в селе Александровское (Кармалы). В деревне, в 100 дворах жили 503 человека (264 мужчины и 239 женщин, мещеряки, тептяри), были мечеть, училище. Жители занимались земледелием, скотоводством.
По сведениям начала XX века в деревне действовали мечеть, мектеб, водяная мельница, хлебозапасный магазин, бакалейная лавка.
До 1920 года деревня входила в Ирехтинскую волость Мензелинского уезда Уфимской губернии. С 1920 года в составе Мензелинского кантона ТАССР. 
В 1929 году в деревне организован колхоз «Юлдаш».
С 10 августа 1930 года – в Муслюмовском, с 1 февраля 1963 года – в Сармановском, с 12 января 1965 года в Муслюмовском районах.

## Население
| 1859 | 1870 | 1884 | 1897 | 1906 | 1920 | 1926 | 1938 | 1949 | 1958 | 1970 | 1979 | 1989 | 2002 | 2010 | 2017 |
| ---- | ---- | ---- | ---- | ---- | ---- | ---- | ---- | ---- | ---- | ---- | ---- | ---- | ---- | ---- | ---- |
| 431  | 503  | 595  | 856  | 960  | 1063 | 742  | 814  | 551  | 461  | 469  | 392  | 334  | 295  | 294  | 249  |

Национальный состав села: татары.

## Экономика
Жители занимаются полеводством, мясо-молочным скотоводством.

## Объекты образования, медицины и культуры
В селе действуют дом культуры, библиотека (открыта в 1930 году как изба-читальня), фельдшерско-акушерский пункт.

## Религиозные объекты
Мечеть «Рустам» (с 2006 года).